# Franciszek Duszeńko

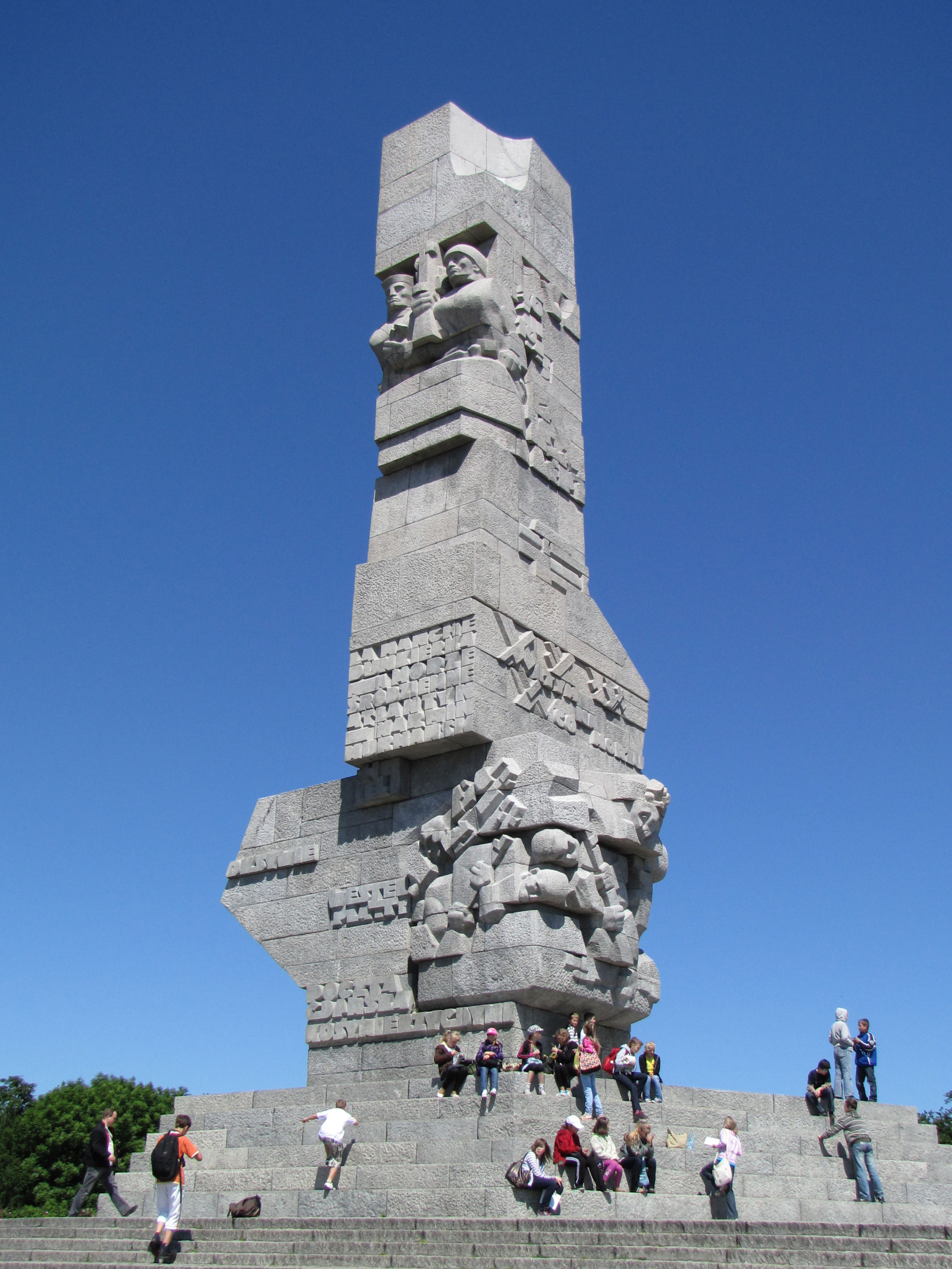
Pomnik Obrońców Wybrzeża na Westerplatte

Franciszek Duszeńko (ur. 6 kwietnia 1925 w Gródku Jagiellońskim k. Lwowa, zm. 11 kwietnia 2008 w Gdańsku) – polski rzeźbiarz, profesor Państwowej Wyższej Szkoły Sztuk Plastycznych w Gdańsku (od roku 1996: Akademia Sztuk Pięknych w Gdańsku) i jej rektor w latach 1981–1987. Więzień niemieckich obozów koncentracyjnych.

## Życiorys
W czasie II wojny światowej, w latach 1942–1944 studiował w Państwowym Instytucie Sztuk Plastycznych we Lwowie u prof. Mariana Wnuka. Od 1943 roku był żołnierzem Armii Krajowej (ps. Gustaw) w służbie łączności okręgu Lwów, obwodu Gródek Jagielloński. Aresztowany we Lwowie, od 3 lipca 1944 do 8 maja 1945 roku był więźniem hitlerowskich obozów koncentracyjnych Gross-Rosen i Sachsenhausen-Oranienburg.
Po wojnie kontynuował studia w pracowni rzeźby prof. Mariana Wnuka w Państwowej Wyższej Szkole Sztuk Pięknych w Sopocie (przemianowanej później na Państwową Wyższą Szkołę Sztuk Plastycznych w Gdańsku), dyplom uzyskał w 1952 roku. W roku 1950 rozpoczął pracę pedagogiczną w PWSSP w Gdańsku, gdzie prowadził Pracownię Rzeźby na Wydziale Rzeźby. W latach 1960–1964 na stanowisku dziekana Wydziału Rzeźby a w latach 1981–1987, rektora uczelni. Od 1987 do 1996 roku kierował Katedrą Rzeźby i Rysunku (na prośbę władz gdańskiej uczelni sprawował jeszcze do roku 2001 pedagogiczną opiekę nad dyplomantami).
Brał czynny udział w latach 1952–1962 w odtwarzaniu zniszczonych w czasie wojny obiektów rzeźbiarskich Gdańska wraz z prof. Stanisławem Horno-Popławskim, prof. Alfredem Wiśniewskim i prof. Adamem Smolaną. Jego autorstwa są m.in. kobiece sfinksy na słupkach przed schodami kamienicy przy Długim Targu 8, rycerze na kamienicy przy Długim Targu 40, portal kamienicy przy ul. Ogarnej 99.
Autor lub współautor pomników: Ofiar Obozu Zagłady w Treblince (wspólnie z Adamem Hauptem i Franciszkiem Strynkiewiczem), Obrońców Wybrzeża na Westerplatte (wspólnie z Adamem Hauptem i Henrykiem Kitowskim), Polskich Artylerzystów w Toruniu i Pomnika Marii Konopnickiej w Gdańsku oraz projektu i elementów wystroju plastycznego kościoła św. Józefa w Gdyni-Leszczynkach. W latach 1986–1987 przygotował projekt rewitalizacji miejsca pamięci narodowej Westerplatte.
Zmarł w Gdańsku, pochowany na cmentarzu Srebrzysko (rejon II, kwatera TAR II, grób 9).

## Rodzina
Od 1951 był mężem Urszuli Ruhnke-Duszeńko – malarki, syn, Marcin Duszeńko – artysta malarz.

## Ordery i odznaczenia
- Krzyż Komandorski Orderu Odrodzenia Polski (1996)
- Krzyż Oficerski Orderu Odrodzenia Polski (1978)
- Krzyż Kawalerski Orderu Odrodzenia Polski (1967)
- Krzyż Oświęcimski (1987)
- Medal Księcia Mściwoja II (pośmiertnie, 2008)[6]
- Odznaka 1000-lecia Państwa Polskiego (1966)
- Odznaka honorowa „Za zasługi dla Gdańska” (1960)[7]

Źródło:.

## Nagrody
- „Order Stańczyka” miesięcznika „Litery” (1967)
- Nagroda Prezydenta Miasta Gdańska (1986)

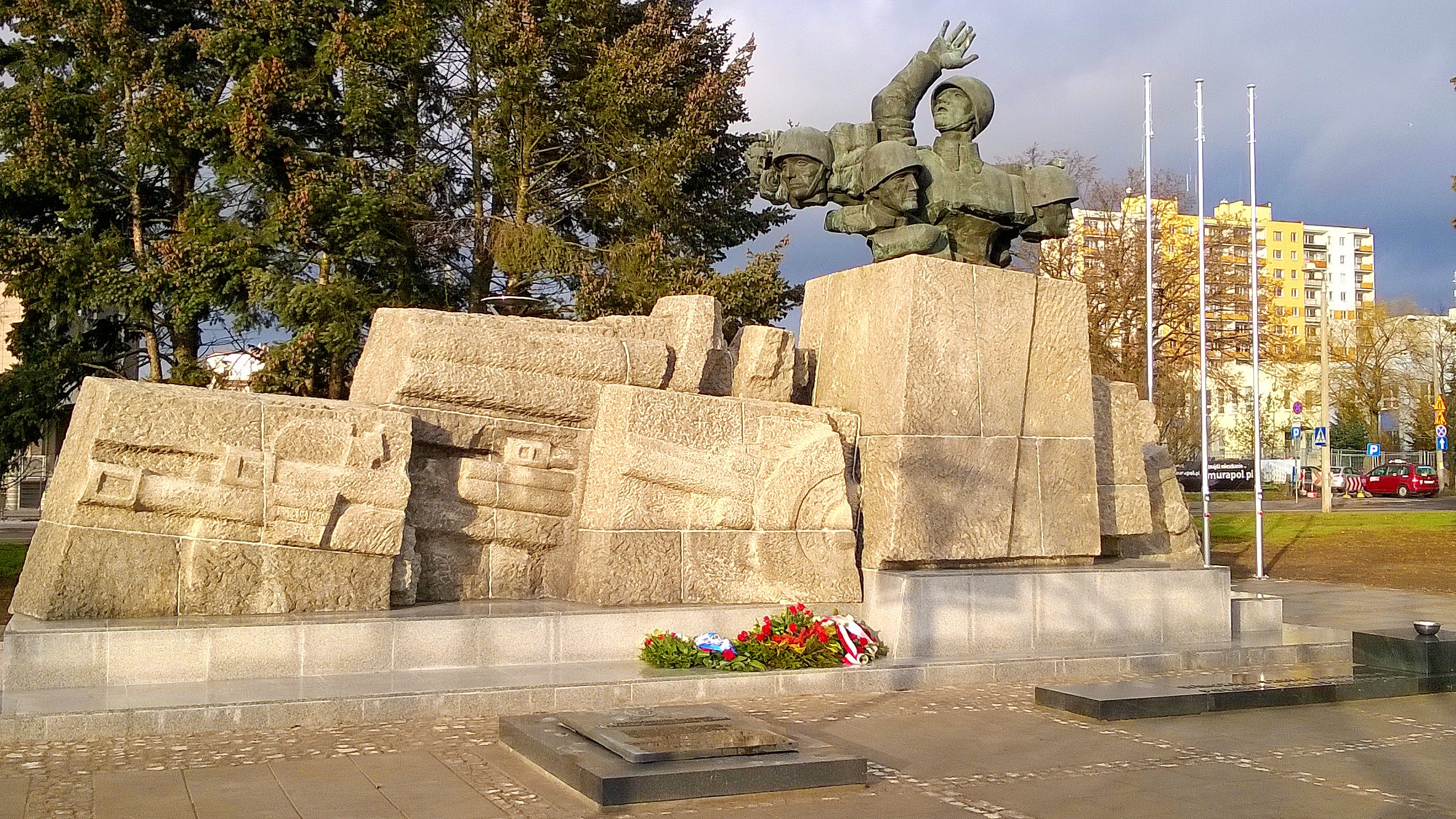
Pomnik Artylerii Polskiej w Toruniu

- Pomnik Artylerii Polskiej w ToruniuNagroda Miasta Gdańska w Dziedzinie Kultury (za 1987)[8]
- Nagroda im. Brata Alberta za wybitne osiągnięcia w dziedzinie sztuki sakralnej (1989)

Źródło:.

## Upamiętnienie
W styczniu 2013 w Gdańskiej Galerii Güntera Grassa zorganizowana została wystawa poświęcona postaci profesora.

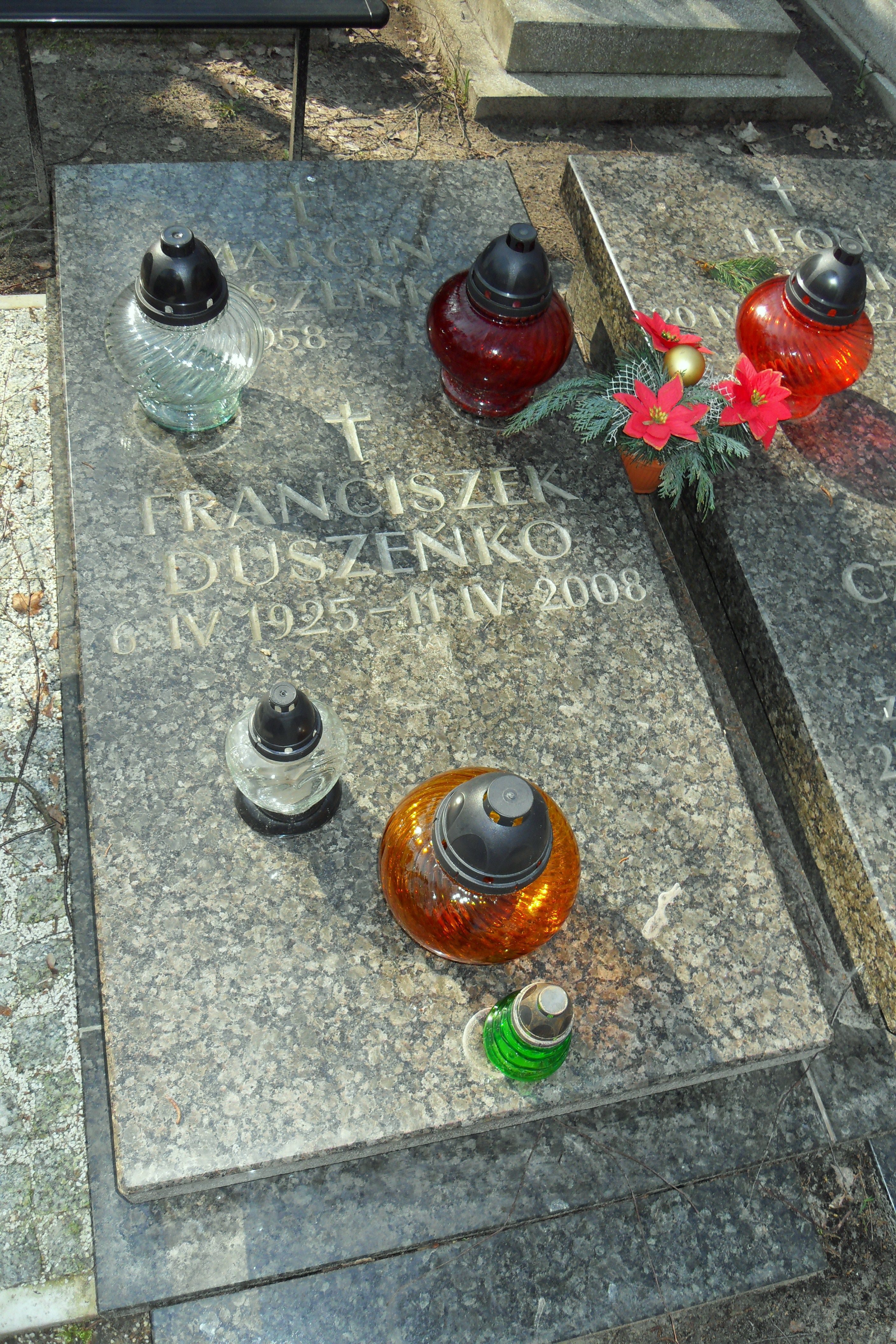
Grób artysty na gdańskim cmentarzu Srebrzysko

Uchwałą Sejmu RP X kadencji z 24 lipca 2024 zdecydowano o ustanowieniu roku 2025 „Rokiem Franciszka Duszeńki”. Z inicjatywą upamiętnienia wyszedł prof. Maciej Świeszewski z gdańskiej ASP. 
W 2025 w Małej Auli Wielkiej Zbrojowni w Gdańsku prezentowano wystawę "Continuum" poświęconą twórczości Franciszka Duszeńki.